# Joffrey Baratheon
Joffrey Baratheon is een personage uit Het lied van ijs en vuur (in het Engels: A Song of Ice and Fire), een high fantasy-serie geschreven door de Amerikaanse auteur en scenarioschrijver George R.R. Martin en ook uit de verfilming, genaamd Game of Thrones. Hij is de zoon van Cersei Lannister en komt uit het koninkrijk  Westeros. Hij speelt een rol in de eerste drie boeken: Het spel der tronen
(1996), De strijd der koningen (1998) en Een storm van zwaarden (2000). Joffrey wordt vertolkt door de Ierse acteur Jack Gleeson in de HBO-televisieserie.

## Samenvatting
Hij is de zoon van Cersei Lannister en Jaime Lannister, maar aangezien dit incest was en dus zeer verboden doen Cersei en Jaime alsof Robert Baratheon de vader is van o.a. Joffrey Baratheon. Ondanks alle geruchten, heeft Joffrey nooit geweten dat Jaime zijn vader was. Nadat Robert Baratheon stierf, werd hij de nieuwe koning. Eddard Stark, die vernomen had dat Joffrey niet het kind was van Robert, probeerde dit geheim te onthullen en zo Roberts broer, Stannis, koning te maken. Dit mislukte en Eddard werd opgesloten. Ondanks dat hij Sansa Stark, zijn verloofde en de dochter van Eddard, belooft had genade te schenken, liet Joffrey hem onthoofden. Om de oorlog te voorkomen, die een tijdje later was opgetreden, werd hij verloofd met Margaery Tyrell en zo allieerde huis Lannister met de Tyrells. Op het huwelijksfeest werd Joffrey vergiftigd. Tyrion Lannister, oom van Joffrey, werd hiervoor beschuldigd en na een proces zelfs terechtgesteld, maar eigenlijk was het Olenna Tyrell, oma van Margaery, met de hulp van Petyr Baelish.

## In de boeken

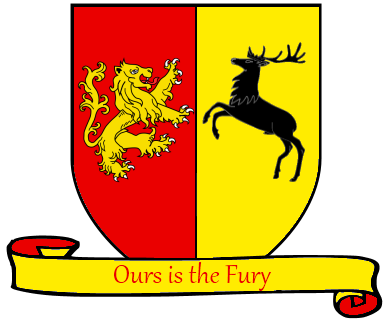

### Het spel der Tronen
Prins Joffrey wordt door zijn ouders meegenomen naar Winterfell en is verloofd met Sansa Stark om een alliantie tot stand te brengen tussen Huis Baratheon en Huis Stark. In het begin is Joffrey vriendelijk en beleefd tegen Sansa. Hij weigert echter medeleven te tonen met het gezin wanneer Bran Stark uit een toren valt en vervolgens verlamd raakt; dit maakt dat Joffrey's oom Tyrion hem fysiek moet straffen tot hij respect toont. Terwijl ze op de Koningsweg naar King's Landing wandelen, komen Joffrey en Sansa Arya Stark tegen die zwaardvechten beoefenen met een jongen van eenvoudige komaf, genaamd Mycah. Joffrey beschuldigt Mycah van het aanvallen van een nobele meid en maakt een snee in zijn gezicht met een zwaard. Dit zorgt ervoor dat Arya Joffrey aanvalt, waardoor Mycah kan ontsnappen. Joffrey wendt zich vervolgens tot Arya, waardoor haar schrikwolf Nymeria Joffrey aanvalt en hem verwondt. Later lacht Joffrey over de aanval en zegt hij dat die niet is uitgelokt en eist dat Nymeria wordt gedood; in plaats daarvan wordt Sansa's schrikwolf Lady echter gedood, daarna beveelt hij zijn gezworen lijfwacht en zwaardvechter Sandor Clegane om Mycah te doden en hem zijn lijk terug te brengen, wat hij ook doet.
Later ontdekt Eddard Stark dat Joffrey niet de zoon en dus rechtmatige erfgenaam van koning Robert is, door de familiegeschiedenis te onderzoeken en te beseffen dat zwart haar een dominante eigenschap is in de Baratheon-lijn, vandaar dat het blonde haar kan worden toegeschreven aan de incestueuze relatie van Cersei Lannister en Jaime Lannister. Dit zorgt ervoor dat Eddard weigert Joffrey's aanspraak op de troon te erkennen wanneer Robert Baratheon sterft. Hij wordt in hechtenis genomen en zijn bewakers en meiden worden vermoord.
Sansa knielt en smeekt Joffrey om het leven van haar vader te sparen en hem een kans te geven om het verraad te bekennen. Joffrey belooft Sansa dat als Eddard echt zou bekennen, hij genadig zal zijn. Aanvankelijk aarzelend, aanvaardt Eddard met tegenzin Joffrey als de rechtmatige koning om zijn leven te sparen. Joffrey echter, hoewel hij tevreden is met Eddards 'bekentenis', zegt dat hij geen genade heeft voor verraders en in plaats van zijn leven te sparen hakt hij Eddard's hoofd eraf.

### De strijd der koningen
Joffrey is maar kort te zien in  De strijd der koningen  (1998). Hij regeert  met veel wreedheid, dat zelfs voor zijn moeder moeilijk te beheersen is. Sansa wordt naar zijn zin gevangengezet en vaak laat hij zijn bewakers haar slaan als zij hem beledigt. Wanneer Stannis Baratheon King's Landing aanvalt, verlaat Joffrey het slagveld en beschadigt hij het moreel van zijn leger. De strijd wordt alleen gewonnen door het gebruik van wildvuur, dat door zijn oom Tyrion werd gevuurd en de last-minute tegenaanval van zijn grootvader Tywin, geholpen door de troepen van Huis Tyrell.

### Een storm van zwaarden
Joffrey legt zijn eerdere verloving aan Sansa Stark opzij ten gunste van Margaery Tyrell en versterkt zo een alliantie tussen de Lannisters en Huis Tyrell. Op Tyrion en Sansa's huwelijk vernedert hij zijn oom en wordt hij woedend wanneer zijn oom hem bedreigt omdat hij hem  had opgedragen hun huwelijk te voltooien. Tyrion kan zijn straf vermijden doordat zijn vader Tywin Joffrey kan overtuigen dat zijn oom dronken was en niet van plan was de koning te bedreigen. Later na de gebeurtenissen van de "Rode Bruiloft",waarin beide de moeder en broer van Sansa werden vermoord, beveelt Joffrey vrolijk om Sansa, het hoofd van haar overleden broer, te laten zien. Tyrion en Tywin zijn woedend. Tyrion bedreigt Joffrey nogmaals en later keert Joffrey naar Tywin, die antwoordt door te bevelen dat Joffrey naar zijn kamer 
moet gestuurd worden, tot grote ergernis van Joffrey. Tijdens zijn bruiloft in de troonzaal presenteert hij een buitengewoon aanstootgevend spel van 'De oorlog van de vijf koningen', waarbij elk van de koningen wordt bespeeld door dwergen, om zijn oom te vernederen. Hij martelt ook herhaaldelijk Tyrion en Sansa, door Tyrion te benoemen als wijninschenker. Aan het einde van het diner wordt Joffrey's wijn echter vergiftigd en sterft hij in een evenement dat bekend staat als "De Paarse Bruiloft", waarin Tyrion vals beschuldigd en gearresteerd wordt door Cersei in  Een storm van zwaarden (2000). Later wordt onthuld dat Lady Olenna Tyrell en Lord Petyr Baelish de echte daders waren, met hulp van de koninklijke gek Ser Dontos Hollard, die met succes Tyrions vrouw Sansa uit King's Landing smokkelt voordat een van hen kan worden gepakt.

### Latere romans
Joffrey wordt een paar keer genoemd in de latere romans.

## Karakterisering
Zogezegd is Joffrey de oudste zoon en erfgenaam van koning Robert Baratheon en koningin Cersei Lannister, die allebei een politiek huwelijk hebben gesloten nadat Robert de troon met geweld overnam van de 'Mad King' Aerys II Targaryen. In werkelijkheid is zijn biologische vader de tweelingbroer van zijn moeder, Jaime Lannister. Hij heeft een jongere zus, Myrcella, en een jongere broer, Tommen, die beiden ook kinderen zijn van Jaime en Cersei.
Joffrey is een sadist die zijn wreedheid vermomt met een dun laagje charme, dit komt mogelijk door zijn matige opvoeding. Dit kan je het best zien door zijn reactie wanneer zijn echtgenote, Sansa, hem beledigt: Joffrey verklaart dat zijn moeder hem had geleerd nooit een vrouw te slaan en beveelt daarom een ridder van de Koningsgarde om haar in zijn plaats te slaan. Hij vindt het leuk om mensen te dwingen om tot de dood te vechten en  hij dwingt wrede straffen af voor kleinere misdaden. Hij heeft geen besef van persoonlijke verantwoordelijkheid en steekt de schuld op andere mensen. Hij mist zelfbeheersing en beledigt vaak zijn bondgenoten en familieleden.
Joffrey is 12 jaar oud aan het begin van het eerste boek 'Het spel der Tronen' (1996).